# Gene Hackman
Eugene Allen Hackman (30 tháng 1 năm 1930 – 18 tháng 2 năm 2025), thường được biết đến với nghệ danh Gene Hackman, là một cố diễn viên người Mỹ. Trong sự nghiệp kéo dài năm thập kỷ của ông, Hackman đã được đề cử năm giải Oscar, giành giải nam diễn viên chính xuất sắc nhất trong phim The French Connection và giải nam diễn viên phụ xuất sắc nhất trong phim Unforgiven. Ngoài ra, Hackman còn giành ba giải Quả cầu vàng và hai giải BAFTA. 
Ông lần đầu tiên trở nên nổi tiếng vào năm 1967 với vai diễn Buck Barrow trong phim Bonnie and Clyde, cùng với phim này ông đã nhận được đề cử giải Oscar đầu tiên cho Nam diễn viên phụ xuất sắc nhất. Các phim tiếp theo quan trọng của ông là I Never Sang for My Father (1970), trong đó ông đã có được đề cử Nam diễn viên phụ xuất sắc nhất lần thứ hai; The French Connection (1971) và French Connection II (1975) với vai diễn Jimmy "Popeye" Doyle; The Poseidon Adventure (1972); The Conversation (1974); Superman: The Movie (1978) với vai diễn phản diện Lex Luthor; Hoosiers (1986); Mississippi Burning (1988) với đề cử lần thứ hai cho Nam diễn viên chính xuất sắc nhất; Unforgiven (1992); The Firm (1993); Crimson Tide (1995); Get Shorty (1995); The Birdcage (1996); Enemy of the State (1998); Behind Enemy Lines (2001); và The Royal Tenenbaums (2001).

## Sự nghiệp điện ảnh
| Năm  | Tên                              | Vai diễn                                   | Ghi chú |
| ---- | -------------------------------- | ------------------------------------------ | --- |
| 1961 | Mad Dog Coll                     | Policeman                                  | Không được ghi danh |
| 1963 | Route 66                         | Motorist                                   | Sê-ri truyền hinh, tập: Who Will Cheer My Bonny Bride? |
| 1964 | Lilith                           | Norman                                     | |
| 1966 | Hawaii                           | Dr. John Whipple                           | |
| 1967 | Banning                          | Tommy Del Gaddo                            | |
| 1967 | Community Shelter Planning       | Donald Ross—Regional Civil Defense Officer | |
| 1967 | A Covenant with Death            | Harmsworth                                 | |
| 1967 | First to Fight                   | Sgt. Tweed                                 | |
| 1967 | Bonnie & Clyde                   | Buck Barrow                                | Đề cử – Academy Award for Best Supporting Actor |
| 1968 | The Split                        | Detective Lt. Walter Brill                 | |
| 1969 | Riot                             | Red Fraker                                 | |
| 1969 | The Gypsy Moths                  | Joe Browdy                                 | |
| 1969 | Downhill Racer                   | Eugene Claire                              | |
| 1969 | Marooned                         | Buzz Lloyd                                 | |
| 1970 | I Never Sang for My Father       | Gene Garrison                              | Đề cử – Academy Award for Best Supporting Actor |
| 1971 | Doctors' Wives                   | Dr. Dave Randolph                          | |
| 1971 | The Hunting Party                | Brandt Ruger                               | |
| 1971 | The French Connection            | NYPD Det. Jimmy "Popeye" Doyle             | Academy Award for Best Actor BAFTA Award for Best Actor Golden Globe Award for Best Actor – Motion Picture Drama National Board of Review Award for Best Actor New York Film Critics Circle Award for Best Actor |
| 1972 | Prime Cut                        | Mary Ann                                   | |
| 1972 | The Poseidon Adventure           | Reverend Frank Scott                       | |
| 1972 | Cisco Pike                       | Sergeant Leo Holland                       | |
| 1973 | Scarecrow                        | Max Millan                                 | |
| 1974 | The Conversation                 | Harry Caul                                 | National Board of Review Award for Best Actor Đề cử – BAFTA Award for Best Actor Đề cử – Golden Globe Award for Best Actor – Motion Picture Drama 2nd Place – New York Film Critics Circle Award for Best Actor |
| 1974 | Young Frankenstein               | Harold, The Blind Man                      | |
| 1974 | Zandy's Bride                    | Zandy Allan                                | |
| 1975 | French Connection II             | NYPD Det. Jimmy "Popeye" Doyle             | |
| 1975 | Lucky Lady                       | Kibby Womack                               | |
| 1975 | Night Moves                      | Harry Moseby                               | |
| 1975 | Bite the Bullet                  | Sam Clayton                                | |
| 1977 | The Domino Principle             | Roy Tucker                                 | |
| 1977 | A Bridge Too Far                 | Maj Gen. Stanisław Sosabowski              | |
| 1977 | March or Die                     | Maj. William Sherman Foster                | |
| 1978 | Superman: The Movie              | Lex Luthor                                 | |
| 1980 | Superman II                      | Lex Luthor                                 | |
| 1981 | All Night Long                   | George Dupler                              | |
| 1981 | Reds                             | Pete Van Wherry                            | |
| 1983 | Under Fire                       | Alex Grazier                               | |
| 1983 | Two of a Kind                    | God                                        | Lồng tiếng (không được ghi danh) |
| 1983 | Uncommon Valor                   | Col. Jason Rhodes, USMC (ret)              | |
| 1984 | Eureka                           | Jack McCann                                | |
| 1984 | Misunderstood                    | Ned Rawley                                 | |
| 1985 | Twice in a Lifetime              | Harry MacKenzie                            | |
| 1985 | Target                           | Walter Lloyd/Duncan (Duke) Potter          | |
| 1986 | Power                            | Wilfred Buckley                            | |
| 1986 | Hoosiers                         | Coach Norman Dale                          | |
| 1987 | No Way Out                       | Defense Secretary David Brice              | |
| 1987 | Superman IV: The Quest for Peace | Lex Luthor / voice of Nuclear Man          | |
| 1988 | Bat*21                           | Lt. Col. Iceal Hambleton, USAF             | |
| 1988 | Split Decisions                  | Dan McGuinn                                | |
| 1988 | Another Woman                    | Larry Lewis                                | |
| 1988 | Full Moon in Blue Water          | Floyd                                      | |
| 1988 | Mississippi Burning              | FBI Special Agent Rupert Anderson          | National Board of Review Award for Best Supporting Actor Đề cử – Academy Award for Best Actor Đề cử – Chicago Film Critics Association Award for Best Actor Đề cử – Golden Globe Award for Best Actor – Motion Picture Drama Đề cử – New York Film Critics Circle Award for Best Actor |
| 1989 | The Package                      | Sgt. Johnny Gallagher                      | |
| 1990 | Loose Cannons                    | MacArthur Stern                            | |
| 1990 | Postcards from the Edge          | Lowell Kolchek                             | |
| 1990 | Narrow Margin                    | Robert Caulfield                           | |
| 1991 | Class Action                     | Jedediah Tucker Ward                       | |
| 1991 | Company Business                 | Sam Boyd                                   | |
| 1992 | Unforgiven                       | Little Bill Daggett                        | Academy Award for Best Supporting Actor BAFTA Award for Best Actor in a Supporting Role Boston Society of Film Critics Award for Best Supporting Actor Dallas-Fort Worth Film Critics Association Award for Best Supporting Actor Golden Globe Award for Best Supporting Actor – Motion Picture Los Angeles Film Critics Association Award for Best Supporting Actor New York Film Critics Circle Award for Best Supporting Actor Nominated – Chicago Film Critics Association Award for Best Supporting Actor |
| 1993 | The Firm                         | Avery Tolar                                | |
| 1993 | Geronimo: An American Legend     | Brig. Gen. George Crook                    | |
| 1994 | Wyatt Earp                       | Nicholas Earp                              | |
| 1995 | The Quick and the Dead           | John Herod                                 | |
| 1995 | Crimson Tide                     | Capt. Frank Ramsey                         | |
| 1995 | Get Shorty                       | Harry Zimm                                 | |
| 1996 | The Birdcage                     | Senator Kevin Keeley                       | |
| 1996 | Extreme Measures                 | Dr. Lawrence Myrick                        | |
| 1996 | The Chamber                      | Sam Cayhall                                | |
| 1997 | Absolute Power                   | President Allen Richmond                   | |
| 1998 | Twilight                         | Jack Ames                                  | |
| 1998 | Enemy of the State               | Edward 'Brill' Lyle                        | |
| 1998 | Antz                             | General Mandible                           | Chỉ lồng tiếng |
| 1999 | The Black and the White          | Grant Ritchie                              | |
| 2000 | Under Suspicion                  | Henry Hearst                               | Kiêm chỉ đạo sản xuất |
| 2000 | The Replacements                 | Jimmy McGinty                              | |
| 2001 | Heartbreakers                    | William B. Tensy                           | |
| 2001 | Heist                            | Joe Moore                                  | |
| 2001 | The Mexican                      | Arnold Margolese                           | Không được ghi danh |
| 2001 | The Royal Tenenbaums             | Royal Tenenbaum                            | Chicago Film Critics Association Award for Best Actor Golden Globe Award for Best Actor – Motion Picture Musical or Comedy National Society of Film Critics Award for Best Actor Nominated – Las Vegas Film Critics Society Award for Best Actor 3rd Place – Boston Society of Film Critics Award for Best Actor |
| 2001 | Behind Enemy Lines               | Admiral Leslie McMahon Reigart             | |
| 2003 | Runaway Jury                     | Rankin Fitch                               | |
| 2004 | Welcome to Mooseport             | Monroe "Eagle" Cole                        | |

## Tác phẩm
- Hackman, Gene, and Daniel Lenihan. Wake of the Perdido Star. New York: Newmarket Press, 1999. ISBN 978-1-557-04398-6
- Hackman, Gene, and Daniel Lenihan. Justice for None. New York: St. Martins Press, 2004. ISBN 978-0-312-32425-4
- Hackman, Gene, and Daniel Lenihan. Escape from Andersonville: A Novel of the Civil War. New York: St. Martin's Press, 2008. ISBN 978-0-312-36373-4
- Hackman, Gene. Payback at Morning Peak: A Novel of the American West. New York: Simon & Schuster Inc, 2011. ISBN 978-1-451-62356-7
- Hackman, Gene. Pursuit. New York: Pocket Books, 2013. ISBN 978-1-451-62357-4